# Ophiacantha anomala
Ophiacantha anomala är en ormstjärneart som beskrevs av Georg Ossian Sars 1872. Ophiacantha anomala ingår i släktet Ophiacantha, och familjen knotterormstjärnor. Inga underarter finns listade.